# Kloster Münchaurach

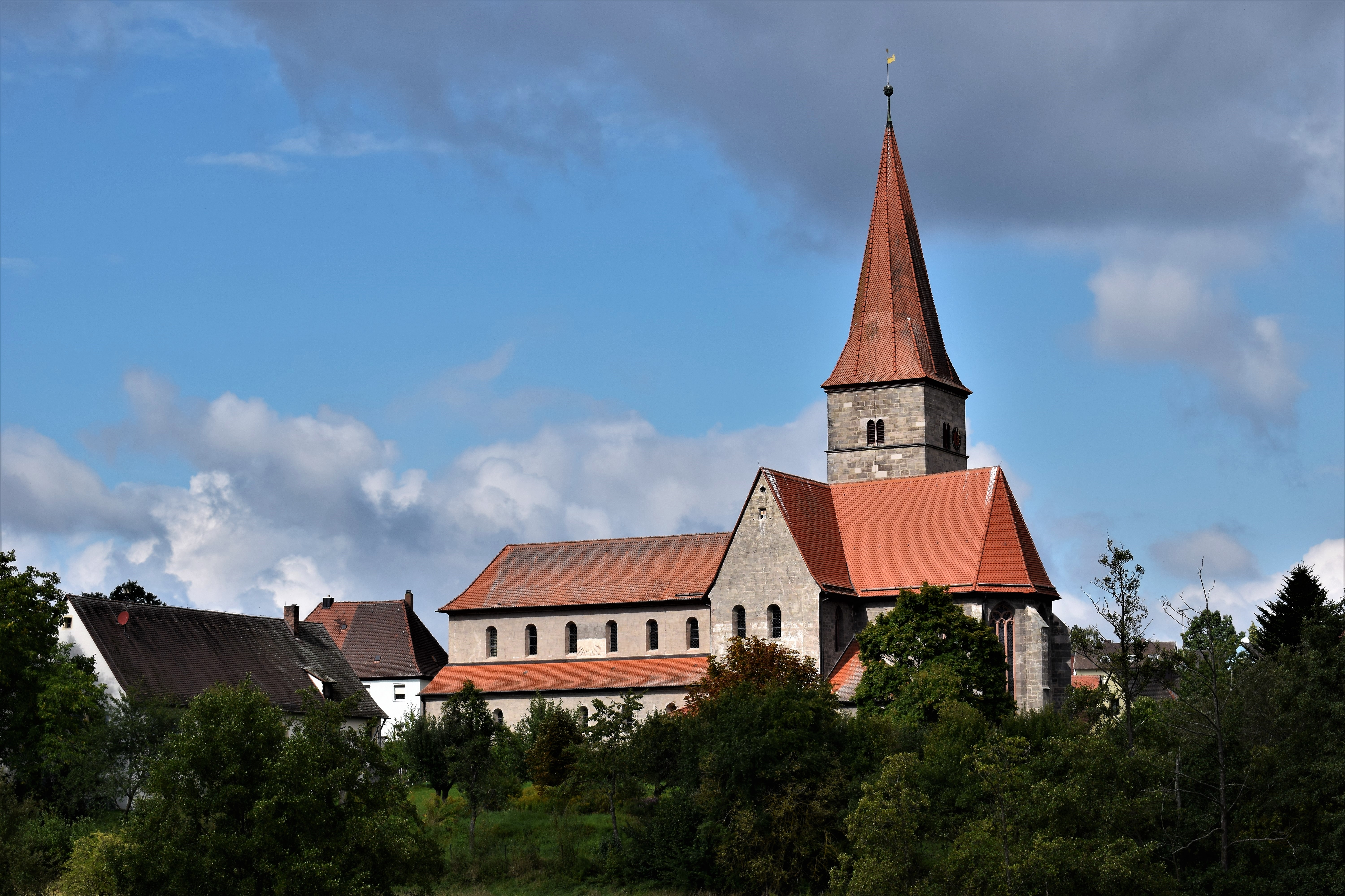
Kloster Münchaurach

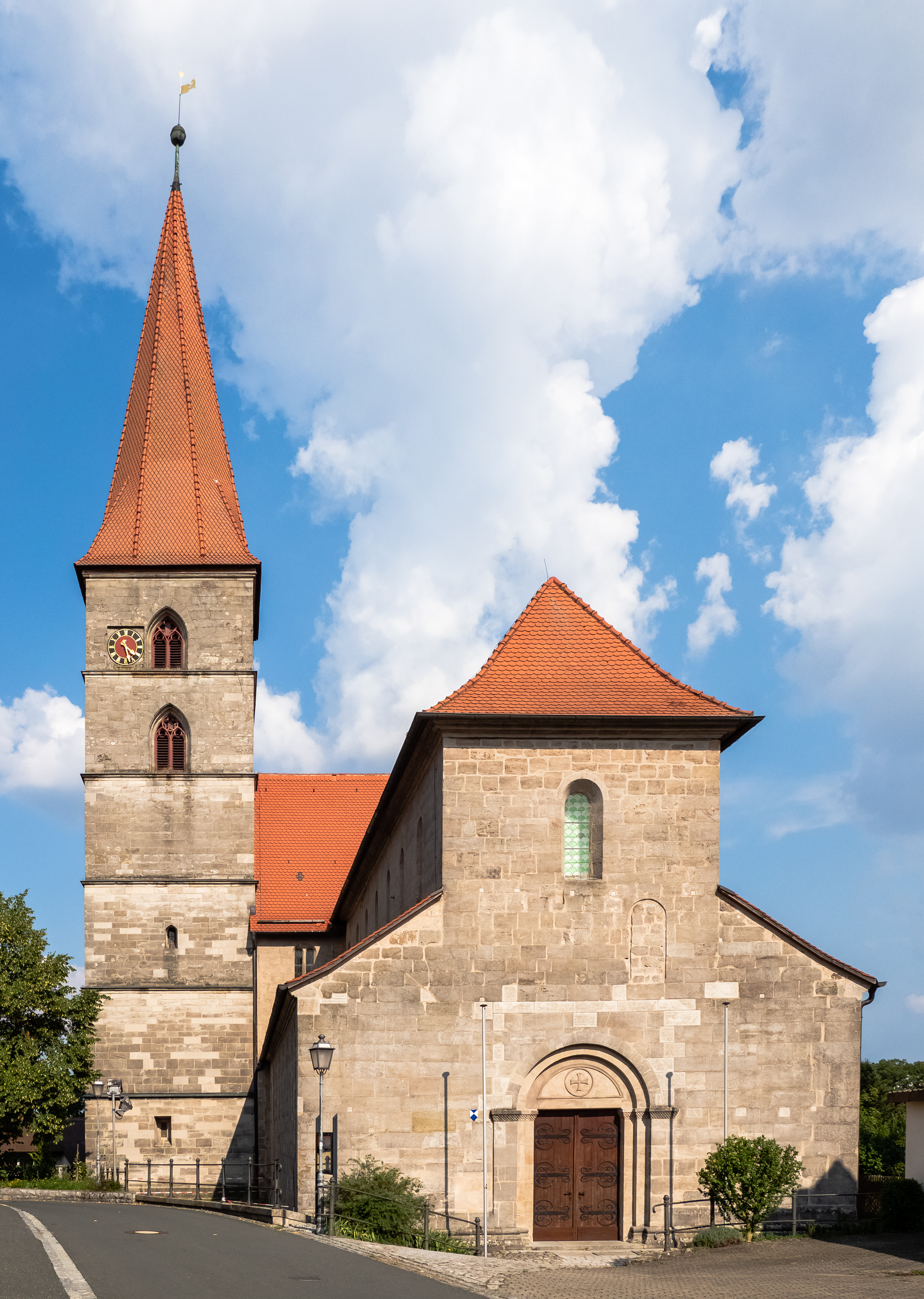
Ehemalige Klosterkirche

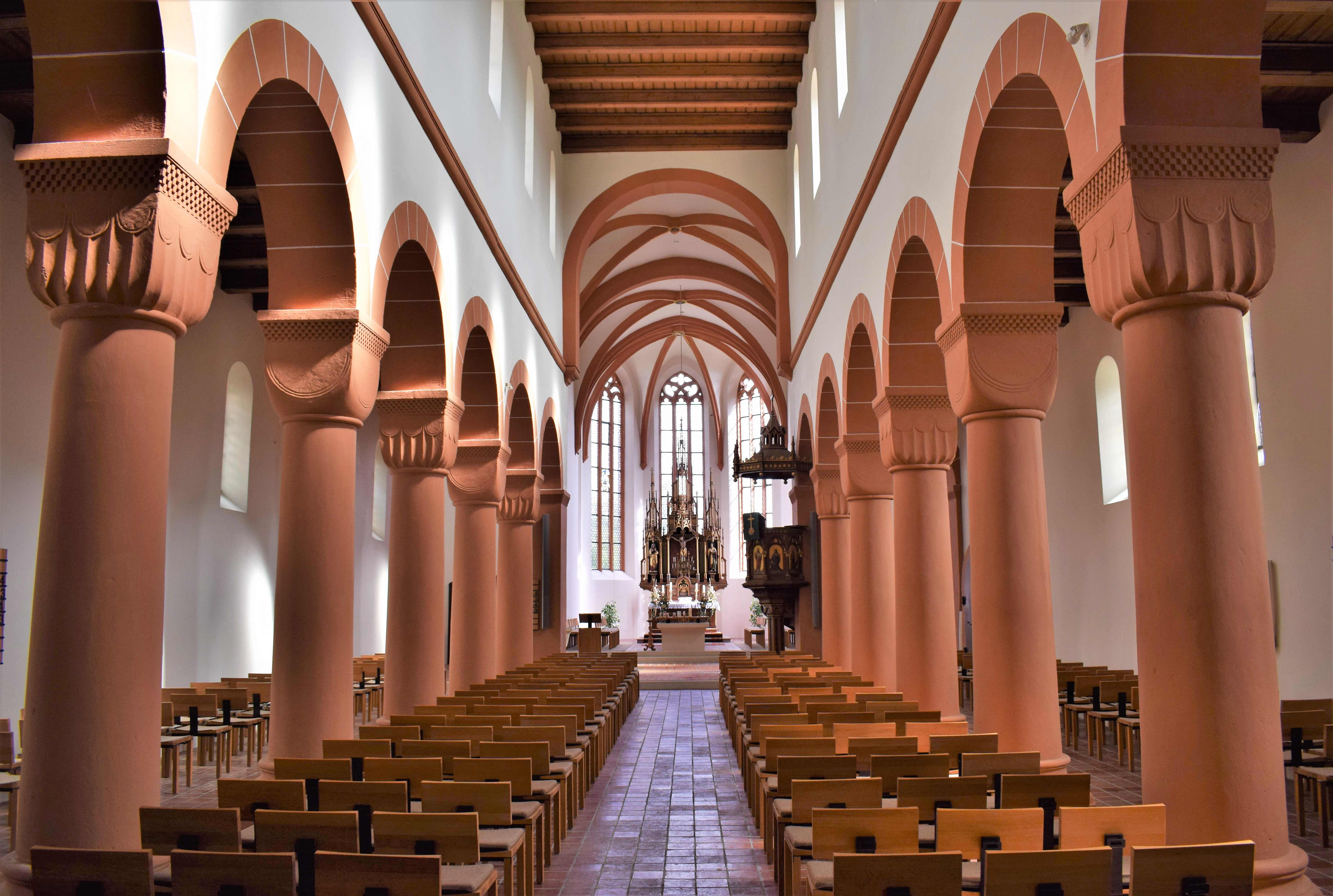
Innenansicht

Orgelprospekt

Grabplatte im Innenraum der ehemaligen Klosterkirche

Tür der ehemaligen Klosterkirche

Kloster Münchaurach  ist ein ehemaliges Kloster der Benediktiner im gleichnamigen Gemeindeteil der Gemeinde Aurachtal in Bayern.

## Geschichte
Das Sankt Peter geweihte Kloster (1139 erstmals erwähnt) wurde von Graf Goswin von Höchstadt und seinem Sohn, Pfalzgraf Hermann von Stahleck gegründet. Das Kloster, das zu Ansbach-Bayreuth gehörte, wurde im Bauernkrieg zerstört, 1528 wiederhergestellt und bereits 1532 aufgelöst. Die Klostergebäude wurden restlos zerstört. Als Lokalheilige wird Hiltegund von Münchaurach verehrt. Die Anlage wird heute von der evangelisch-lutherischen Gemeinde Aurachtal der Evangelisch-Lutherischen Kirche in Bayern genutzt.
Bei Renovierungsarbeiten im Jahr 2012 wurde ein romanischer Schmuckboden gefunden.
Der Ort Münchaurach hatte das Marktrecht inne. Für 25 Heller kaufte die Stadt Neustadt an der Aisch 1480 dem Kloster den Martinimarkt (den wenig einträglichen „Katzenmarkt“) ab.

## Architektur
Die Klosterkirche entstand um 1130, der Chor wurde anstelle des früheren Dreiapsidenschlusses zu Beginn des 15. Jahrhunderts neu errichtet, auch der Turm und die Querhauseinwölbung wurden dabei neu erbaut. Eine purifizierende Restaurierung erfolgte gegen Ende des 19. Jahrhunderts.
Der Außenbau ist sorgfältig in Quadermauerwerk errichtet. Der Chor ist mit abgetreppten Strebepfeilern versehen. Der hohe, sechsgeschossige Turm ist am nördlichen Querschiff angebaut, steht jedoch nicht im Mauerverbund damit. Er weist dieselbe Quadertechnik wie der Chor auf und ist mit Schallöffnungen mit gotischem Maßwerk versehen. 
Ein einfaches romanisches Westportal, dessen Kapitellplatten mit Schachbrettmusterung versehen sind, erschließt das Bauwerk. Im Innern ist die Kirche als kreuzförmige, flachgedeckte Basilika ausgebildet. Die Arkaden stehen auf unverjüngten Säulen mit schweren Würfelkapitellen, deren Deckplatten ebenfalls mit Schachbrettmuster versehen sind. Das Querschiff und der Chor in Langhausbreite mit Dreiachtelschluss sind mit Kreuzrippengewölben geschlossen. Der Chor zeigt teils ursprüngliche Maßwerkfenster.
Im Westen ist eine einjochige Westempore über schwerem Wulstrippenkreuzgewölbe des 13. Jahrhunderts eingebaut.

## Ausstattung
Die Ausstattung ist neugotisch, mit Ausnahme einer Kreuzigungsgruppe, die Ende des 16./Anfang des 17. Jahrhunderts entstand. Ein fragmentarischer Grabstein mit betendem Ritter ist wohl im 13. Jahrhundert entstanden und zeigt eine Inschrift in Unziale. Zwei Wappensteine wurden ebenfalls zerstört.